# 獵鷹重型運載火箭
猎鹰重型运载火箭（英語：Falcon Heavy，缩写「FH」），先前称为猎鹰9号重型运载火箭，是SpaceX研发和制造的一款可重复使用重型运载火箭。猎鹰重型运载火箭是猎鹰9号运载火箭的一个衍生构型，由一个经过强化的猎鹰9号中央芯级和两个额外的猎鹰9号第一级组成。这将能让猎鹰重型运载火箭的LEO运载能力达到63.8吨，而猎鹰9号运载火箭全推力版LEO运载能力仅有22.8吨。猎鹰重型运载火箭一开始就按照载人标准设计，并具有向月球或火星发射载人任务的潜力。另外也可以發射小行星採礦所需要的重型挖掘機具。
由于猎鹰重型运载火箭的蓝本——猎鹰9号运载火箭——设计上的不断演进以及处理长期积压订单的压力，它的首次发射日期在过去几年中也屡次推迟。2018年2月6日北美东部时间下午3:45（UTC 20:45），猎鹰重型运载火箭首飞成功。首次发射中携带的有效载荷为該公司執行長伊隆·马斯克的特斯拉Roadster跑车。

## 历史
2004年，猎鹰重型火箭第一次被提上日程。

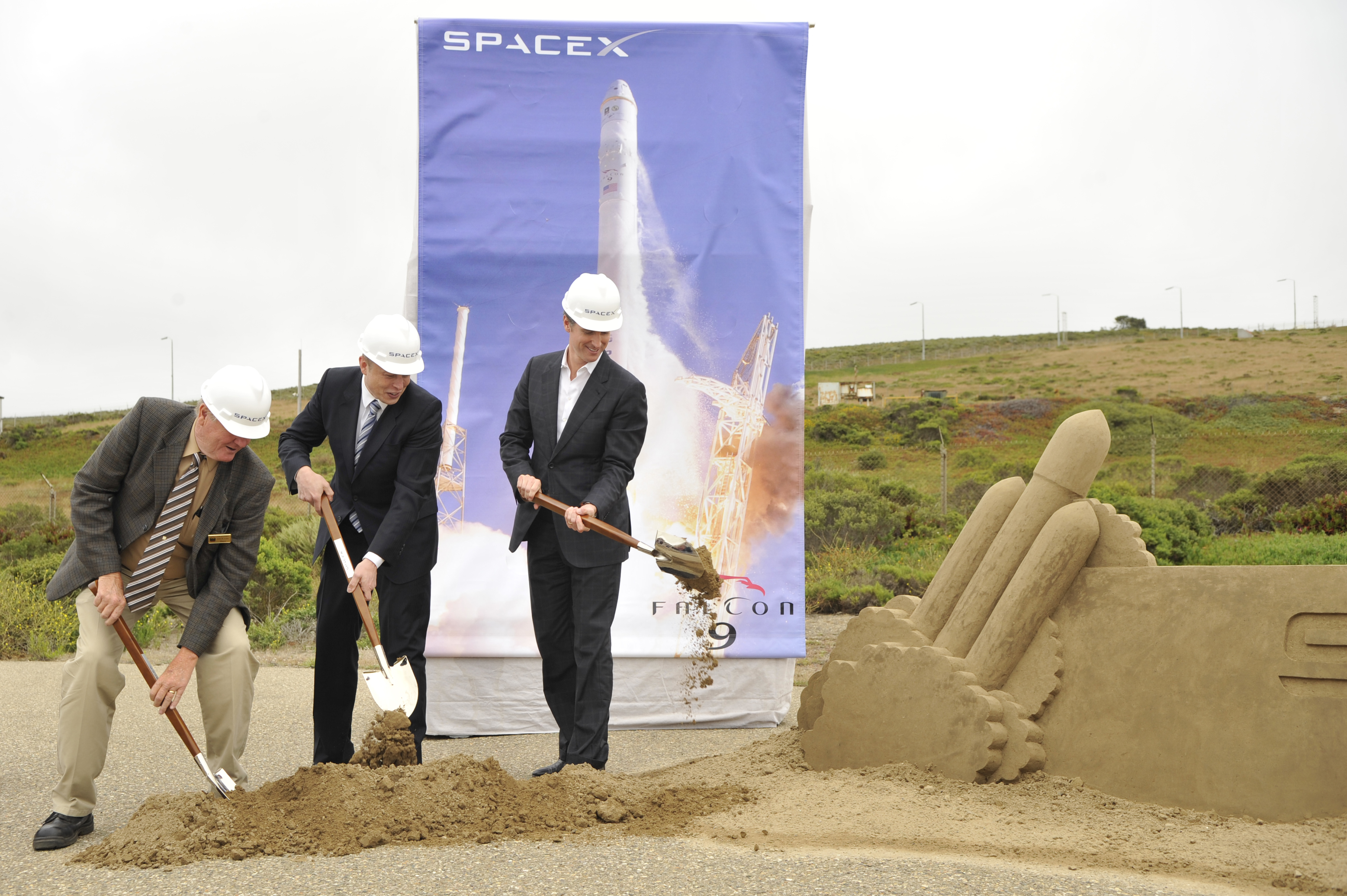
SpaceX在2011年6月在范登堡 AFB SLC-4E进行猎鹰重型发射平台奠基仪式

2011年，SpaceX在一次新闻发布会上对外界公布了这一计划。
很多因素叠加导致火箭首飞被推迟5年到2018。这期间还有两次猎鹰9号的发射事故发生。导致 SpaceX 必须把他们所有的精力都集中在事故的分析中，导致发射任务有几个月时间的停滞。而且，将三颗猎鹰9号火箭捆绑也带来了远比预期要更加复杂的集成和结构上的挑战。
2017年6月，伊隆·马斯克说到：
|  | 事实上，猎鹰重型比我们一开始计划的困难得多。困难得多得多，我们最开始的想法太幼稚了。 |

### 測試
2018年2月6日下午3:45（北美东部标准时间），獵鷹重型火箭首飞成功，本次是測試飛行，用於這次試飛的測試運載物是SpaceX執行長伊隆·馬斯克的櫻桃紅跑車，為特斯拉Roadster中的第一代。
此次三枚推进器中的两枚成功回收，芯级推进器回收失败。当芯级推进器降落到大西洋时，芯级推进器用于减速的3台引擎中仅1台运作，它以约480公里/小时的速度坠落在距离无人驾驶驳船100公尺远的海中。

### 商业运行
2019年4月11日下午6时36分（协调世界时22:36分），猎鹰重型火箭第二次發射，也是首次商業發射，搭载阿拉伯卫星-6A在肯尼迪宇航中心39A号发射工位发射成功。三枚一级助推器全部回收成功，其中两枚侧助推器回收至肯尼迪宇航中心的降落区域1和降落区域2，雖然這次改使用block5型火箭做助推器，但其整流罩為上次獵鷹重型測試任務中重複使用得來；中间芯级回收至无人驾驶驳船“我当然还爱你”上。SpaceX其後發表聲明，指由於海面風浪太大，成功降落在無人船上的中央推進器劇烈搖動，並最終墜海。回收團隊因此未能把推進器運回佛羅里達州港口。
值得一提的是，两半整流罩也被成功回收，并将在同一年年晚些时候的“星链”发射中重复使用。而故獵鷹重型的成本可以控制得十分的低廉，另外此次推力相較演示任務有5%的提升，酬載的阿拉伯衛星被注入更高的軌道上，因此整體使用壽命有望延長至20年左右。
2019年6月25日世界協調時間06:30分，獵鷹重型火箭第三次發射，台灣福爾摩沙衛星七號藉由此次進入太空。

### 构想和资金
马斯克在2005年9月的一次新闻快讯中提到了猎鹰重型运载火箭，说18个月前有客户提出此需求。他们原本计划是建造猎鹰5号运载火箭，并对此进行了各种探索，但他们最后发现，在火箭第一级使用9台发动机的设计——即猎鹰9号运载火箭，是唯一节省成本并且可靠的旅行方案。猎鹰重型运载火箭的开发利用的是私人资本，据马斯克所述，该火箭项目的成本超过5亿美元，它的开发没有接受任何政府融资。

### 设计
猎鹰重型的配置包括一个结构增强的猎鹰9号作为核心组件，外加两个消耗液态燃料的猎鹰9号作为一级捆绑式助推器。概念上类似德尔塔IV 重型火箭、宇宙神V重型火箭以及俄罗斯的安加拉A5V火箭。

### 运载能力
当猎鹰重型的一级三个助推器进行回收时，可以将20-50吨载荷运送到低地球轨道（LEO）,而如果完全消耗火箭的全部助推器，则可以将60吨货物运送到低地球轨道。

## 结构设计[26]

### 第一级

#### 总览
猎鹰重型运载火箭的第一级由三个助推器组成，侧面的两个助推器带有降低空气阻力的鼻锥。当火箭起飞后，中级的助推器在短暂的燃烧后会被关闭，直到两侧的助推器燃料耗尽并且分离之后，中间的助推器将重新点燃以全推力运行。

#### 引擎
猎鹰重型的三个助推器每个都包含了9个梅林引擎，总共27个，这些引擎使用液氧煤油推进剂（RP-1），在起飞时能提供超过5,130,000磅（2327吨）的推力。

#### 着陆腿
猎鹰重型的三个助推器每个搭载了4个由碳纤维和蜂窝铝材料制成的着陆腿，这些着陆腿将在着陆前打开，使得助推器能平稳的着陆。

### 中间级
中间级是用来连接中间的助推器和第二级的结构，用来在第一级推进剂耗尽时将第一级与第二级分开。用来在回收降落时控制姿态的栅格舵也安装在这一级，

### 第二级
猎鹰重型的第二级基本与猎鹰9号的一致，在与第一级分离后，第二级搭载的真空梅林引擎将载荷送往目的轨道。

### 整流罩
猎鹰重型的整流罩由碳复合材料制作，用于在大气层内降低风阻并且保护载荷，SpaceX计划对整流罩进行回收以进一步降低火箭的发射成本。

## 历次发射及负载
由于猎鹰9号运载火箭性能的改进，一些飞往 GTO 的重型卫星，例如 Intelsat 35e 和 Inmarsat-5 F4 最终在猎鹰重型首次亮相之前发射。 SpaceX 预计首次商业猎鹰重型发射将在首飞成功后三到六个月内进行，但由于延误，第一个商业有效载荷Arabsat-6A在首飞成功一年两个月后于 2019 年 4 月 11 日成功发射。 SpaceX 希望从 2021 年开始每年进行 10 次发射，但 2020 年或 2021 年都没有进行任何发射。
| 发射编号 | 发射日期                 | 荷载与质量                                                    | 荷载业主                                                      | 价格                                                                       | 结果 |
| --- | ------------------------ | ------------------------------------------------------------- | ------------------------------------------------------------- | -------------------------------------------------------------------------- | ---- |
| 1 | 2018年2月6日 20:45 UTC   | 埃隆·马斯克的特斯拉Roadster ~1,250（2,760磅）                 | SpaceX                                                        | 公司内部定价                                                               | 成功 |
| 在这次演示飞行中，一辆特斯拉跑车被送入火星转移轨道。 两侧助推器成功着陆；中心助推器坠入海洋，在着陆燃烧期间其两个发动机未能重新点燃而被摧毁，并损坏了无人机船的两个发动机。 |                          |                                                               |                                                               |                                                                            |      |
| 2 | 2019年4月11日 22:35 UTC  | Arabsat-6A 6,465（14,253磅）                                  | 阿拉伯卫星通信组织                                            | 保密的                                                                     | 成功 |
| 阿拉伯联盟购买的重型通信卫星。 三个助推器全部成功着陆，但中心级心随后因风浪大而在运输过程中倾倒并损坏。 两个侧面助推器在下一次的 STP-2 发射中被重复使用。 |                          |                                                               |                                                               |                                                                            |      |
| 3 | 2019年6月25日 06:30 UTC  | 美国空军 太空测试计划 STP-2 3,700（8,200磅）                  | 美国国防部                                                    | 1.609亿美金                                                                | 成功 |
| 该任务是美国空军国家安全太空发射（以前称为 EELV）为猎鹰重型火箭进行认证的过程的一部分。 最初的合同价格为 1.65 亿美元，后来有所降低，很大程度上是因为军方同意使用重复使用侧面助推器执行任务。 次要有效载荷包括轨道飞行器：LightSail 2 太阳帆卫星、绿色推进剂任务、OTB（承载深空原子钟）、六个福尔摩沙卫星七号 (FORMOSAT-7)、 Oculus-ASR、 Prox-1、 和 ISAT。 此次发射成功重复利用第二次猎鹰重型飞行的助推器。 中心核心助推器未能成功着陆并在着陆时在大西洋撞毁。 |                          |                                                               |                                                               |                                                                            |      |
| 4 | 2022年11月1日 13:41 UTC  | 美国太空军 USSF-44 ~3,750（8,270磅）                          | 美国太空军，千禧太空公司，洛克希德马丁太空公司                | 约1.3亿美金 (一笔2.97亿美金的订单，包括此次发射和另外两次猎鹰9s火箭发射。) | 成功 |
| 猎鹰重型飞机的首次机密飞行。该合同给到SpaceX的价格不到典型德尔塔-4重型运载火箭发射价格（4.4 亿美元）的 30%。有效载荷包括两颗独立的卫星和至少三个额外的共享乘车有效载荷（包括 TETRA-1），发射时重量约为 3.7 吨（8,200 磅）。 它们是在直接向着地球同步轨道发射的，首次进行按计划的部分消耗式发射，即故意消耗没有安装着陆所需的网格鳍和起落架的中心核心，而两个侧面助推器降落在卡纳维拉尔角空军基地的1号与2号着陆区。本次发射原定于 2022 年第一季度进行，但由于载荷问题推迟至 2022 年 11 月 1 日。 第二级由于其后续燃烧之间的滑行阶段较长而特别配有一条灰色条带，以便在较长的滑行期间吸收更多来自阳光的热量来加热 RP-1煤油 煤油箱，这是猎鹰重型的第一级，也是猎鹰火箭的第三级 。当天气太冷时，煤油（其冻结温度比猎鹰液氧氧化剂高得多）在冻结固体之前会变得粘稠且呈泥浆状。 如果直接泵入，泥浆状的燃料可能会阻止点火,损坏上级的梅林发动机。 |                          |                                                               |                                                               |                                                                            |      |
| 5 | 2023年1月15日 22:56 UTC  | USSF-67 ~3,750（8,270磅）                                     | 美国太空军                                                    | 3.17亿美金 (包括新的基础设施)                                              | 成功 |
| 在消耗性配置中使用了新的中心核心（没有网格尾翼或起落架），而两个重复使用的侧助推器降落在卡纳维拉尔角空军基地的1号与2号着陆区。第二级也具有用于吸热目的的灰色带，USSF-44 任务类似。 |                          |                                                               |                                                               |                                                                            |      |
| 6 | 2023年5月1日 00:26 UTC   | ViaSat-3(Aurora 4A) G-Space 1 (aka Nusantara-H1-A)            | Viasat Astranis Pacific Dataport PT Pasifik Satelit Nusantara |                                                                            | 成功 |
| 猎鹰重型火箭最初计划发射 Viasat-2 卫星，但由于延误，改为了使用亚利安5号运载火箭。Viasat 保留了发射选择，并使用猎鹰重型火箭发射了下一颗Ka波段卫星 - 这颗卫星旨在为美洲地区提供服务。 Astranis 的 microGEO 卫星 Arcturus 于 2021 年 9 月下旬作为独立的辅助有效载荷添加。经过一系列 MVac 发动机燃烧和长时间滑行后，猎鹰重型火箭的上级在T+4:32:27将卫星部署到近地同步轨道。上级继续成功部署额外的有效载荷，G-Space 1 和 Arcturus。 第二级有一条灰色带，原因与 USSF-44 航班相同。 这是猎鹰重型火箭首次发射耗尽所有三个第一级核心的发射。 |                          |                                                               |                                                               |                                                                            |      |
| 7 | 2023年7月29日 03:04 UTC  | Jupiter-3 (EchoStar-24)                                       | EchoStar                                                      |                                                                            | 成功 |
| 最重的商业地球静止卫星发射，重9,200（20,300磅）。第二级有一条灰色带，原因与 USSF-44 飞行相同，但这次它被配置在海岸中段。 核心依然被消耗掉，两枚助推器回收着陆。此次发射尝试回收整流罩。 |                          |                                                               |                                                               |                                                                            |      |
| 8 | 2023年10月13日 14:19 UTC | 灵神星轨道器                                                  | 美国国家航空航天局(NASA) (发现计划)                           | 1.17亿美金                                                                 | 成功 |
| 猎鹰重型火箭将 2.6 吨（5,700 磅）重的灵神星轨道器发射到日心轨道。从那里出发，轨道器将访问主小行星带中的灵神星。核心被消耗，两枚助推器回收着陆。 |                          |                                                               |                                                               |                                                                            |      |
| 9 | 2023年12月29日 01:07 UTC | 美国太空军 (X-37试验机B OTV-7) 约6,350（14,000磅） + OTV 负载 | 空军快速能力办公室/美国太空军                                 | 1.49亿美金                                                                 | 成功 |
| 猎鹰重型运载火箭的第三次机密飞行，于 2018 年 6 月获得。这次任务将是第二架 X-37B 飞行器的第四次飞行，也是 X-37B 计划中的第七次飞行，也是 X-37B 首次飞往高地球轨道。 它将包括 NASA 的 Seeds-2 实验，研究长期太空飞行期间天基辐射对植物种子的影响。 |                          |                                                               |                                                               |                                                                            |      |
| 10 | 2024年6月25日 21:26 UTC  | GOES-U气象卫星                                                | 美国国家航天局 (NASA)                                         | 1.525亿美金                                                                | 成功 |
| 2021年9月，美国国家航天局授予SpaceXGOES-U地球静止轨道气象卫星的发射合同。本次发射使用三枚一手猎鹰火箭，其中两枚助推器将在卡纳维拉尔角完成着陆回收，中间级被消耗。由于两次点火的时间间隔较长，火箭第二级会包裹灰色条带用于保温。 |                          |                                                               |                                                               |                                                                            |      |
| 11 | 2024年10月14日 16:06 UTC | 欧罗巴快船                                                    | 美国国家航天局 行星任务计划办公室                             | 1.78亿美金                                                                 | 成功 |
| 欧罗巴快船将对木卫二进行详细勘测，并使用一套先进的科学仪器来调查这颗冰冷的卫星是否具有适合生命生存的条件。主要任务目标是生成木卫二表面的高分辨率图像，确定其成分，寻找近期或正在进行的地质活动的迹象，测量卫星冰壳的厚度，寻找地下湖泊，并确定木卫二海洋的深度和盐度。该任务将飞越火星和地球，然后于 2030 年 4 月抵达木星。这是猎鹰重型火箭第二次耗尽三台第一级核心的发射。 |                          |                                                               |                                                               |                                                                            |      |